# Leptotrachelon
Leptotrachelon is een geslacht van kevers uit de familie van de loopkevers (Carabidae). De wetenschappelijke naam van het geslacht is voor het eerst geldig gepubliceerd in 1928 door Liebke.

## Soorten
Het geslacht Leptotrachelon is monotypisch en omvat slechts de volgende soort:
- Leptotrachelon nevermanni Liebke, 1928